# La pradera (cuento)
La pradera (título original en inglés: The Veldt) es un cuento de ciencia ficción escrito por el autor Ray Bradbury que fue publicado originalmente como "The World the Children Made" (El Mundo hecho por los Niños) en la edición del 23 de septiembre de 1950 de The Saturday Evening Post, más tarde reeditado en la antología The Illustrated Man (El hombre ilustrado) en 1951. Dicha antología es una colección de cuentos que mayoritariamente fueron publicados con anterioridad de forma individual en diferentes revistas.

## Sinopsis
Una familia vive en una casa automatizada llamada "The Happy Life Home" llena de máquinas o dispositivos que hacen de todo para ellos, desde cocinar comida, vestirlos, mecerlos para hacerlos dormir. Los dos hijos, Peter y Wendy, se quedan fascinados con la "guardería", una sala de realidad virtual que es capaz de conectarse telepáticamente con los niños para reproducir cualquier lugar que ellos imaginan.
Los padres, George y Lydia, pronto se dan cuenta de que hay algo mal con su forma de vida. También están perplejos de que el cuarto de niños se quedó atascado en un contexto africano, con los leones en la distancia, comiendo el cuerpo muerto de lo que ellos suponen que es un animal. Allí también encuentran recreaciones de sus pertenencias personales y oyen gritos extrañamente familiares. Se preguntan por qué sus hijos están tan preocupados con esta escena de la muerte, por eso deciden llamar a un psicólogo.
El psicólogo David McClean, sugiere que apaguen la casa, se vayan al campo, y aprendan a ser más autosuficientes. Los niños, totalmente dependientes de su cuarto, piden a sus padres dejar que ellos tengan una última visita. El cuarto ha sustituido a sus verdaderos padres. Viven para dicho cuarto. Los padres se aplacan, y están de acuerdo en dejar que ellos pasen un minuto más allí. Cuando llegan al cuarto a recoger a los niños, los niños les bloquean desde el exterior. George y Lydia observan mientras los leones comienzan a avanzar hacia ellos. Gritan. En ese momento, se dan cuenta de que lo que los leones estaban comiendo en la distancia no eran animales, sino a sus propios restos simulados. Cuando David viene a buscar George y Lydia, se encuentran con los niños disfrutando del almuerzo en la sabana y ve a los leones comiendo algo en la distancia. El lector se da cuenta de que George y Lydia murieron a manos de sus propios hijos, que tantas veces habían imaginado que los leones comían y que eso se hizo realidad.

## Adaptaciones
La historia fue adaptada en 1951 (por Ernest Kinoy) en un episodio del programa de radio Dimensión X. El mismo guion se utilizó en un episodio de X Minus One de 1955 con la adición de una historia marco en el que se explicaba que George y Lydia no estaban realmente muertos, y que toda la familia estaba siendo sometida a tratamiento psiquiátrico.
"La pradera" fue adaptada al cine como parte de El hombre ilustrado (1969), pero la película fue muy mal recibida.
"La pradera" fue adaptada en 1972 en una producción teatral de Bradbury y se puede encontrar en un volumen titulado The Wonderful Ice Cream Suit & Other Plays (El Maravilloso Traje del Helado y Otras Obras de Teatro).
En 1984, Michael McDonough de la Universidad Brigham Young produjo "The Veldt" como un episodio de Bradbury 13, una serie de trece adaptaciones audio de las famosas historias de Ray Bradbury, en conjunción con la National Public Radio (Radio Pública Nacional).
La antología de la serie de televisión de producción canadiense The Ray Bradbury Theater (El Teatro de Ray Bradbury) incluye la historia, con guion de Bradbury, como el Episodio#29 (Temporada 3, Episodio 11). Se emitió por primera vez el 10 de noviembre de 1989, y fue protagonizada por Malcolm Stewart, Shana Alexander y Thomas Peacocke.
La BBC produjo una versión de obra de radio en "La pradera" en 2007, que fue transmitida por BBC Radio 4.
En 1983, la televisión sueca estrenó una película para televisión basada en "La pradera", bajo el título La Sabana (The Savannah "), con Bibi Andersson en el papel de Lydia, y Erland Josephson interpretando a David.
En 1987, se hizo en la Unión Soviética una película "La pradera" (dirigida por Nazim Tulyakhojaev), donde se entrelazan varias de las historias de Bradbury. Fue catalogado como el "Primera Película soviética de terror."
Stephen Colbert leyó "La pradera" para el programa de radio de NPR Selected Shorts (Cortos Seleccionados) antes de una audiencia en vivo en el Symphony Space.
En 2012, poco antes de la muerte del autor Ray Bradbury, el músico canadiense deadmau5 produjo una canción titulada "La pradera" (The Veldt) en inglés, incluyendo letras de Chris James basadas en la historia. El video musical, liberado después de la muerte de Bradbury, está dedicado a él y muestra a un niño y una niña vagando a través de una sabana africana y testimoniando varios puntos de la trama de la historia, como buitres, y un león comiendo un cadáver invisible. Se ilustra de una manera similar a la del juego de vídeo Limbo.